# USNS Glomar Explorer (T-AG-193)
MV Global Explorer (původně USNS Hughes Glomar Explorer (T-AG-193)) byla americká loď pro provádění podmořských vrtů. Původně byla postavena pro CIA za účelem nasazení do přísně tajného projektu Azorian, jehož cílem bylo vyzvednutí trosek sovětské raketonosné ponorky K-129 s jadernými hlavicemi. Její vrak se totiž Američanům podařilo najít dříve, než Sovětům. Vyzvednutí části vraku se podařilo uskutečnit navzdory přítomnosti sovětského plavidla. V letech 1980-1996 byla loď v rezervě, poté až do roku 2015 sloužila v civilním sektoru jako těžařská loď. Roku 2015 byla odeslána k sešrotování.

## Stavba

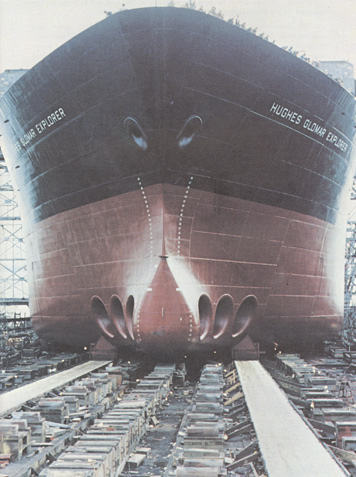
Spuštění na vodu

Dne 8. března 1968 se severozápadně od Havajských ostrovů potopila sovětská ponorka projektu 629 K-129. Pět kilometrů pod hladinou se ocitly také tři balistické rakety R-21. Zatímco Sověti po K-129 marně pátrali, Američané za pomoci systému pro sledování ponorek SOSUS (Sound Surveillance System) poměrně přesně lokalizovali polohu vraku, který poté nalezla ponorka USS Halibut.
Zpravodajská agentura CIA zahájila tajnou záchrannou operaci, známou jako projekt Azorian. Cílem bylo sovětskou ponorku vyzvednout (zájem byl zejména o hlavice, šifry, vysílačky atd.). Kvůli vyzvednutí ponorky bylo vyvinuto specializované plavidlo Global Explorer, jehož oficiálním účelem byla podmořská těžba manganu. Kvůli utajení byly náklady ve výši 350 milionů dolarů financovány z fondu na boj proti ponorkám. Stavbu provedla loděnice Sun Shipbuilding and Drydock v Chesteru ve státě Pennsylvania. Na vodu byla loď spuštěna 1. listopadu 1972 a dne 1. července 1973 zařazena do služby jako Hughes Glomar Explorer.

## Konstrukce

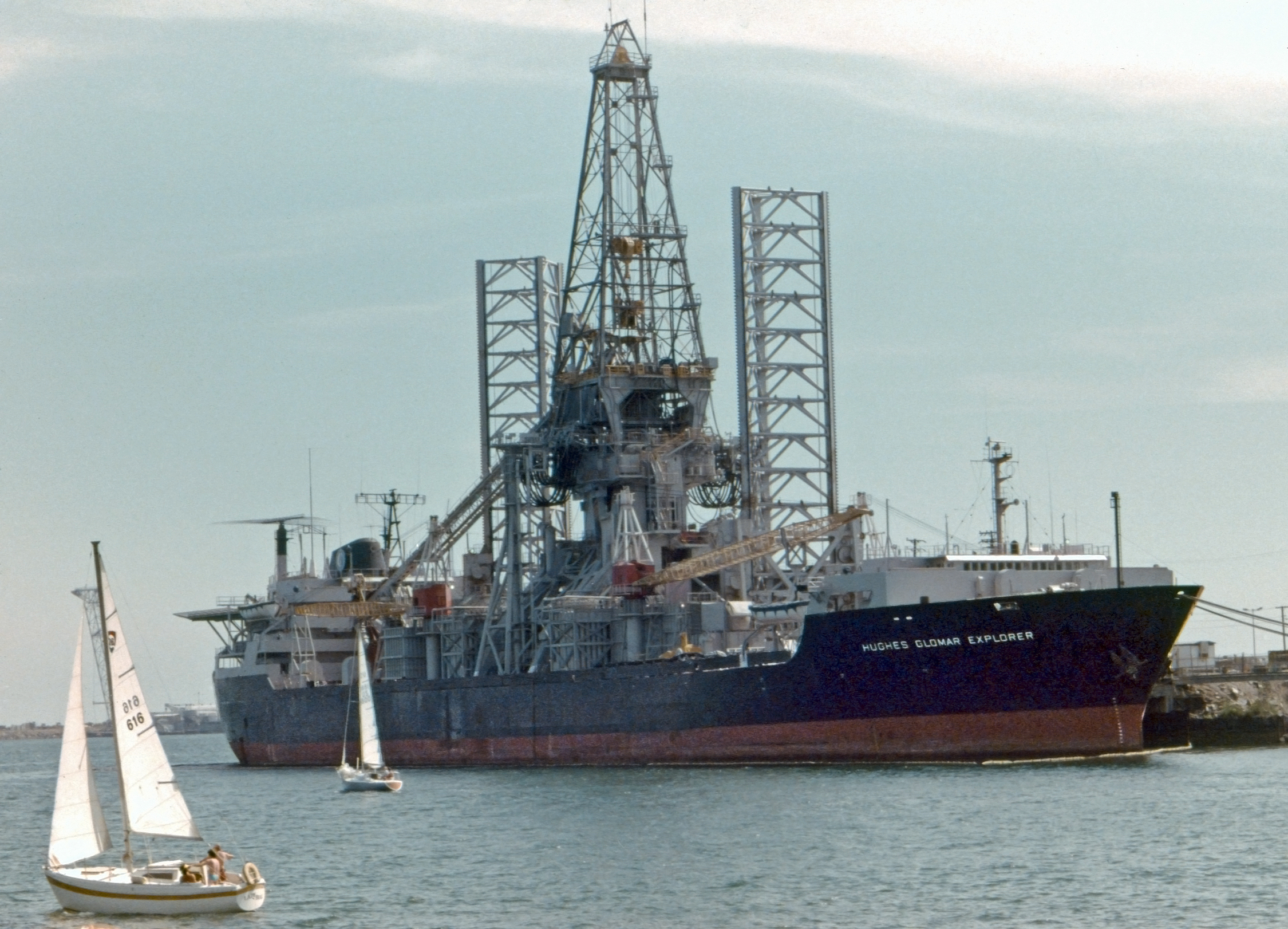
Glomar Explorer v roce 1977

Ve středu plavidla byla 60metrová těžní věž, pod níž se nacházel dok pro dálkově ovládaný podmořský prostředek Capture Vehicle (CV) o výtlaku 1500 tun. Jeho úkolem byl průzkum a vyzvednutí vraku K-129. Fakticky to byl obrovský drapák. Dok byl přezdívám Moon Pool (měsíční bazén) a ponorka Clementine. Pohonný systém tvořilo pět 16válcových dieselů Nordberg, pohánějících prostřednictvím generátorů šest stejnosměrných motorů po 2200 hp. Lodní šrouby jsou dva.

## Služba

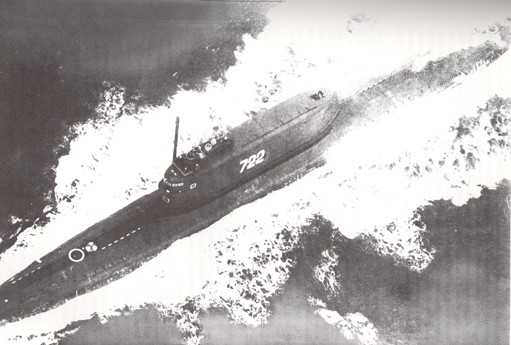
Sovětská ponorka K-129. Za účelem vyzvednutí jejího vraku byl Glomar Explorer postaven.

Glomar Explorer byl americkým námořnictvem provozován v letech 1973-1977. Jeho první a hlavním úkolem byl projekt Azorian. Do oblasti ztroskotání K-129 loď připlula 4. července 1974. Předstírala průzkum mořského dna, přičemž byla Clementine spuštěna k vraku. Ten ležel na pravém boku, jeho zadní část byla zčásti rozdrcená a část raketových sil otevřená. Vrak byl uchopen chapadly Clementine a pro zpevnění obalen ocelovým pletivem. Mezitím Glomar Explorer tři dny sledovala sovětská výzvědná loď Čažma, ale velitel uvěřil, že Glomar Explorer provádí zkoušky těžby z mořského dna. Ani několik dalších lodí nic neodhalilo.
Vyzvednutí pozůstatků K-129 na hladinu trvalo přes 50 hodin. Po 14 hodinách se ovšem tři přední ramena odlomila, vyzvedávaný trup ponorky se rozlomil a jeho část s raketami klesla zpět na mořské dno. Vyzvednout se podařilo dvanáctimetrový úsek přídě. Ten byl důkladně prozkoumán. Mimo jiné bylo zjištěno, že trup byl postaven ze špatného materiálu, zřejmě kvůli urychlení stavby, aby bylo raketonosných ponorek co nejvíce. Získána byla dvě torpéda s jadernou hlavicí, palubní deník, kódovací knihy, sonar atd. Ve vraku byla také těla šesti námořníků, později pohřbená do moře. Na Havaj se Glomar Explorer vrátil 16. srpna 1974.
Po skončení mise se CIA chtěla plavidla zbavit a roku 1976 jej nabídla k prodeji. Na loď, jejíž stavba přišla na 350 milionů dolarů dostala nejvyšší nabídku 2 milionů dolarů, a proto ji americkému námořnictvu k uložení do rezervy. Od ledna 1977 do června 1978 se Glomar Explorer nacházel v rezervním loďstvu (National Defense Reserve Fleet) v kalifornské Suisunské zátoce. Následně byl reaktivován a do dubna 1980 provozován konsorciem Ocean Minerals Company. Poté se vrátil do Suisunské zátoky. Roku 1996 si loď dlouhodobě (na 30 let) pronajmula společnost Global Marine (od roku 2001 GlobalSantaFe Corporation, od roku 2007 Transocean Inc.), přičemž do roku 1998 v loděnici Atlantic Marine at Mobile v Alabamě probíhaly úpravy na vrtnou loď. Nejprve byla pojmenována GSF Explorer, později MV Global Explorer. Využívána byla při těžbě ropy v Mexickém zálivu. Od roku 2013 plula pod vlajkou Vanuatu. Roku 2015 byla vyřazena a v červnu 2015 odeslána do Číny k sešrotování.